# Eupatorium compositifolium
Eupatorium compositifolium е вид северноамериканско тревисто многогодишно растение от семейство Сложноцветни (Asteraceae). Видът е незастрашен от изчезване.

## Разпространение
Произхожда от южните райони на Съединените щати. Среща се от Северна Каролина до Флорида и Тексас.

## Описание
Растението достига на височина от половин до 2 метра.